# Maximilian Ulysses Browne
El conde Maximilian Ulysses Browne, Barón de Camus y Mountany (Basilea, Suiza, 1705-Praga, Chequia, 1757), fue un militar de origen irlandés que prestó grandes servicios a María Teresa I de Austria.
De muy joven entró al servicio de Austria y se distinguió en la Guerra de Sucesión Polaca, en las campañas de Italia en 1734, en Tirol en 1735 y en la guerra contra Turquía (1737-1739). Browne fue nombrado en 1739 miembro del Hofkriegsrat (en español Alto Consejo de guerra) vienés, ascendido a lugarteniente de Mariscal de campo y recibió el mando supremo en Silesia.
En 1741 mandaba la infantería del ala derecha austriaca que derrotó a los prusianos en la batalla de Mollwitz en el marco de la Guerra de Sucesión Austriaca. Comandante en jefe de las tropas austriacas en 1756, expulsó a Federico II de Prusia que había invadido Bohemia.
En 1749 fue nombrado gobernador de Transilvania y en 1752 de la ciudad de Praga, rechazando al ejército prusiano en la batalla de Lobositz (1756).
El 6 de mayo de 1757 fue herido gravemente en la batalla de Praga y murió el 26 de junio de 1757 a consecuencia de las heridas.